# J1 San Diego
Das J1 San Diego (offiziell International Open of Southern California), davor USTA International Spring Championships, ist ein World-Junior-Tennisturnier, das seit 2005 jährlich Ende März auf Hartplatz vom US-amerikanischen Tennisverband ausgetragen wird. Es gehört der zweithöchsten Turnierkategorie G1 an und ist ein wichtiger Gradmesser für den amerikanischen sowie internationalen Tennisnachwuchs. Bis 2019 fand der Wettbewerb im kalifornischen Carson statt, 2021 wurde das Turnier nach San Diego verlegt.

## Siegerliste
Unter der Aufzählung der Siegerinnen der amerikanisch dominierten Teilnehmerfelder sind unter anderem die beiden Grand-Slam-Gewinnerinnen Sloane Stephens und Sofia Kenin zu finden.

### Einzel
| Jahr                                                        | Herren                           | Damen                            |                                  |
| ----------------------------------------------------------- | -------------------------------- | -------------------------------- | -------------------------------- |
| ↓ USTA International Spring Championships – Kategorie: G1 ↓ |                                  |                                  |                                  |
| 2005                                                        | Sam Querrey                      | Vania King                       |                                  |
| 2006                                                        | Pawel Tschechow                  | Ksenija Mileuskaja               |                                  |
| 2007                                                        | Ryan Thacher                     | Sacha Hughes                     |                                  |
| 2008                                                        | Bradley Klahn                    | Melanie Oudin                    |                                  |
| 2009                                                        | Mitchell Frank                   | Sloane Stephens                  |                                  |
| 2010                                                        | Daniel Kosakowski                | Krista Hardebeck                 |                                  |
| 2011                                                        | Marcos Giron                     | Samantha Crawford                |                                  |
| 2012                                                        | Mitchell Krueger                 | Allie Kiick                      |                                  |
| 2013                                                        | Stefan Kozlov                    | Mayo Hibi                        |                                  |
| 2014                                                        | Naoki Nakagawa                   | Catherine Bellis                 |                                  |
| 2015                                                        | William Blumberg                 | Sofia Kenin                      |                                  |
| 2016                                                        | Liam Caruana                     | Kayla Day                        |                                  |
| 2017                                                        | Alexandre Rotsaert               | Carson Branstine                 |                                  |
| 2018                                                        | Brandon Nakashima                | Hurricane Tyra Black             |                                  |
| 2019                                                        | Liam Draxl                       | Hurricane Tyra Black             |                                  |
| ↓ International Open of Southern California ↓               |                                  |                                  |                                  |
| 2020                                                        | Wegen COVID-19-Pandemie abgesagt | Wegen COVID-19-Pandemie abgesagt | Wegen COVID-19-Pandemie abgesagt |
| 2021                                                        | Ethan Quinn                      | Alexandra Yepifanova             |                                  |

### Doppel
| Jahr                                                        | Herren                              | Damen                                   |                                  |
| ----------------------------------------------------------- | ----------------------------------- | --------------------------------------- | -------------------------------- |
| ↓ USTA International Spring Championships – Kategorie: G1 ↓ |                                     |                                         |                                  |
| 2005                                                        | Philip Bester Holden Seguso         | Vania King Yasmin Schnack               |                                  |
| 2006                                                        | Gastão Elias César Ramírez          | Jade Curtis Jillian O’Neill             |                                  |
| 2007                                                        | Jarmere Jenkins Austin Krajicek     | Madison Brengle Kristy Frilling         |                                  |
| 2008                                                        | Bradley Klahn Milos Raonic          | Gabriela Paz Walerija Solowjowa         |                                  |
| 2009                                                        | Ryan Noble Tennys Sandgren          | Mallory Burdette Sloane Stephens        |                                  |
| 2010                                                        | Darian King Raymond Sarmiento       | Ellen Tsay Monica Turewicz              |                                  |
| 2011                                                        | Mitchell Krueger Shane Vinsant      | Gabrielle Faith Andrews Taylor Townsend |                                  |
| 2012                                                        | Mackenzie McDonald Trey Strobel     | Gabrielle Faith Andrews Taylor Townsend |                                  |
| 2013                                                        | Tommy Mylnikov Naoki Nakagawa       | Jamie Loeb Maegan Manasse               |                                  |
| 2014                                                        | Tommy Paul Henrik Wiersholm         | Gabrielle Faith Andrews Sandra Samir    |                                  |
| 2015                                                        | Benjamin Hannestad Alejandro Tabilo | Caroline Dolehide Ena Shibahara         |                                  |
| 2016                                                        | William Blumberg Nathan Ponwith     | Hurricane Tyra Black Ena Shibahara      |                                  |
| 2017                                                        | Sebastian Korda Nicolás Mejía       | Carson Branstine Ellie Douglas          |                                  |
| 2018                                                        | Emilio Nava Axel Nafve              | Natasha Subhash Katie Volynets          |                                  |
| 2019                                                        | Martin Damm Toby Kodat              | Kacie Harvey Natasha Subhash            |                                  |
| ↓ International Open of Southern California ↓               |                                     |                                         |                                  |
| 2020                                                        | Wegen COVID-19-Pandemie abgesagt    | Wegen COVID-19-Pandemie abgesagt        | Wegen COVID-19-Pandemie abgesagt |
| 2021                                                        | Nathan Cox Sebastian Gorzny         | Reese Brantmeier Kimmi Hance            |                                  |